# Dannebrog (wieś)
Dannebrog – wieś w Stanach Zjednoczonych, w stanie Nebraska, w hrabstwie Howard.